# Эн-Мендурана
Эн-Мендурана (Эн-мен-дур-ана) (шум. En-men-dur-ana, Emmeduranki; Evedorachos у Бероса) — седьмой додинастический царь легендарного периода до Великого потопа, основатель династии и единственный известный мифический царь четвёртого города-государства древнего Шумера Сиппара, расположенного на юге древней Месопотамии. Ему приписывают божественное происхождение.
Его имя упоминается в Ниппурском царском списке, согласно которому Эн-Мендуранна был царём Сиппара, в котором правил 21000 лет. После его смерти новым царём стал Убар-Туту, который правил уже в городе Шуруппак.
Существует миф, написанный на семитском языке, согласно которому Эн-Мендуранна был забран на небо богами Шамашем и Ададом и обучал секретам небес и земли. В частности он обучал искусству предсказания.
Эн-Мендуранну иногда отождествляют с библейским патриархом Енохом, также взятым на небо. Основанием для этого послужило то, что и Эн-Мендуранну, и Енох — седьмые в списке патриархов-долгожителей. Также согласно Библии Енох прожил 365 лет, а Эн-Мендуранну жил в Сиппаре, связанным с культом солнца (в солнечном цикле 365 дней).